# Piraten in Batavia
Piraten in Batavia is een dark water ride in het Duitse attractiepark Europa-Park en werd in 1987 geopend in het themagebied Nederland. In 2018 brandde de attractie af waarop die op 28 juli 2020 heropend werd met nieuwe technieken.

## Geschiedenis

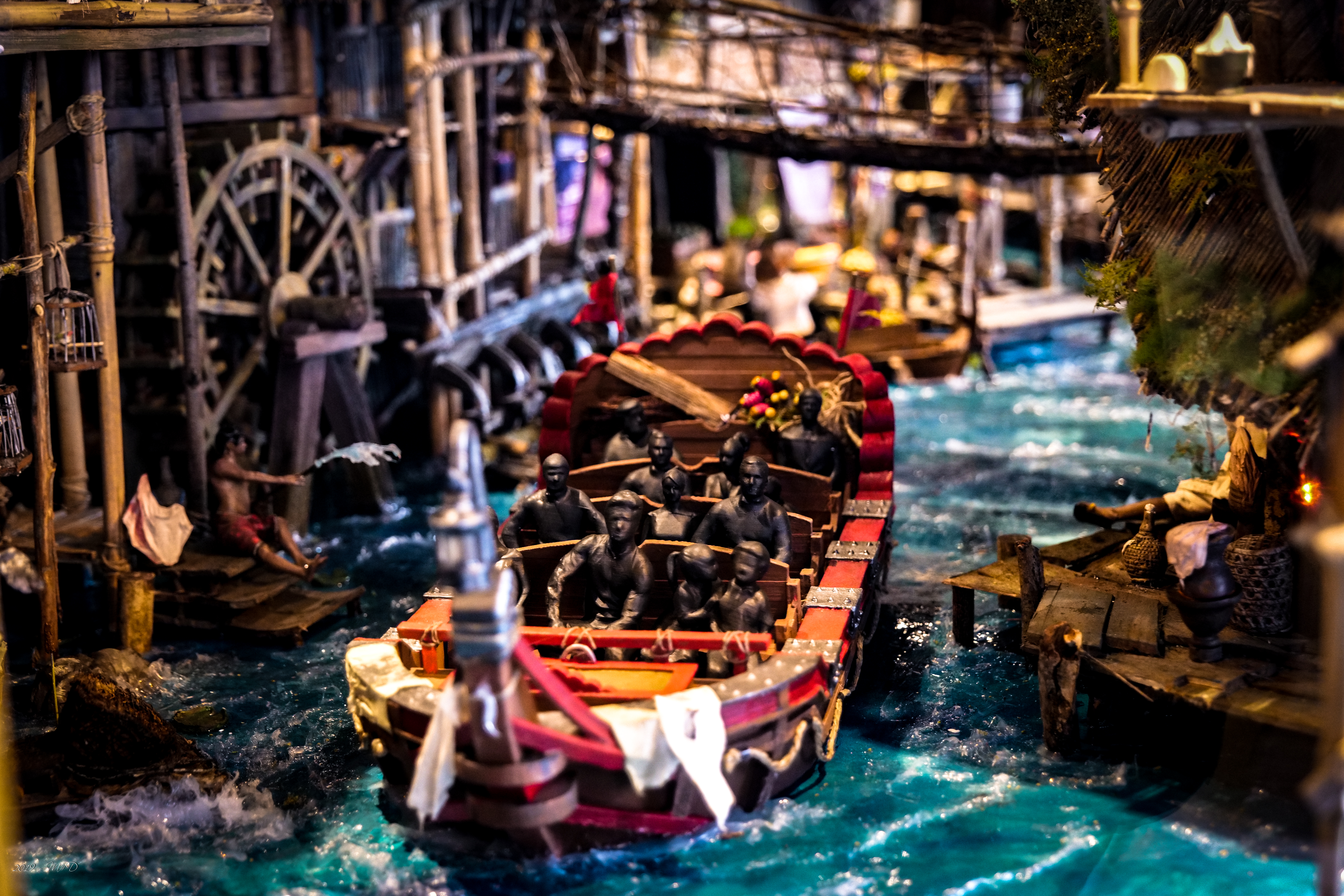
Maquette van de darkride tijdens de herbouw in 2019.

Piraten in Batavia opende in 1987 als derde attractie binnen het themagebied Nederland. De attractie was gebaseerd op de Disney-attractie Pirates of the Caribbean in de Amerikaanse Disney-Parken. De bouw van de darkride kostte 15 miljoen Duitse mark.
Op 26 mei 2018 werd de darkride getroffen door een brand, waarna de attractie werd gesloten. Kort daarop werd de volledige attractie gesloopt. In 2018 maakte Europa-Park bekend dat de attractie herbouwd zou worden, kort hierop startte de bouw van de darkride. Tijdens de bouw in 2019 en 2020 werd er via diverse kanalen informatie over de nieuw te bouwen attractie gegeven. Zo plaatste de eigenaar van het park ontwerptekeningen op sociale media, werd er via YouTube een making-off getoond en werd er een informatiecentrum over de attractie geopend in het themagebied Duitsland. Hier was een animatronic die in de attractie komt te staan te aanschouwen. Tevens verklaarde het attractiepark dat de attractie ditmaal geen kopie zou worden van de vergelijkbare Disney-attractie. Vanwege de coronacrisis werd de bouw van de attractie in het voorjaar van 2020 gestaakt. Op 28 juli 2020 opende de darkride voor het publiek.

## Verhaal
Achter de gehele darkride schuilt een verhaal. Dit verhaal wordt uitgebeeld en uitgelegd in diverse ruimtes in de wachtrij. Het hoofdpersonage is Bartholomeus van Robbemond, een piraat, die samen met een otter op zoek gaat naar de Vuurtijger, een magische dolk. De twee worden tegengewerkt door piraat Diablo Cortez. In diverse scènes wordt dit verhaal uitgebeeld en verschijnt het hoofdpersonage op diverse plaatsen.

## Rit

### 2020 - heden

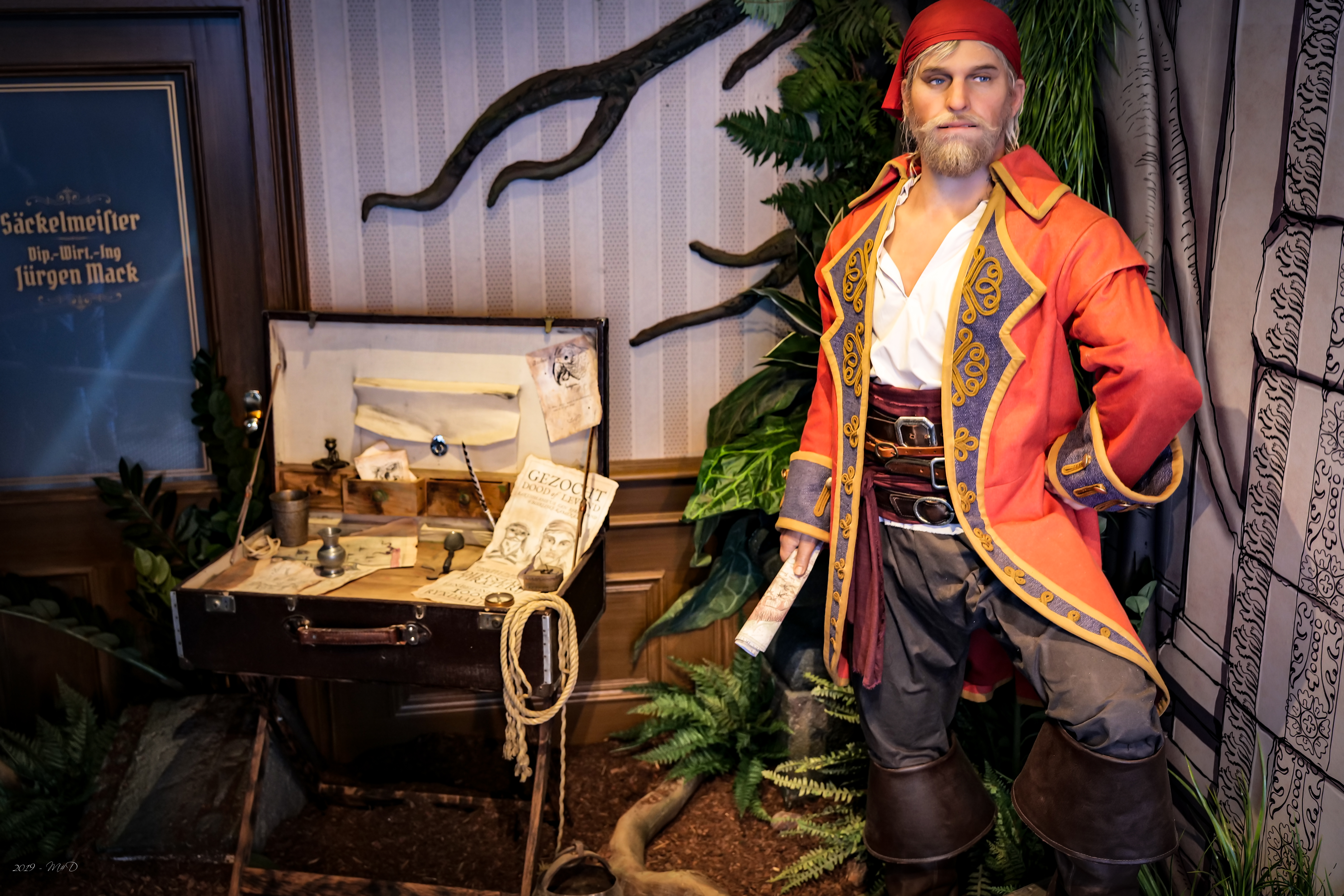
Bartholomeus van Robbemond speelt de hoofdrol in de attractie.

De wachtrij bestaat uit diverse ruimtes waaronder een opslagruimte met vaten, gangenstelsel en een onderdeel van een woonhuis. In de wachtruimte wordt door diverse animatronics zoals die van piraat Bartholomeus van Robbemond. otter en papegaai het verhaal achter de attractie verteld. In het station wordt het idee gewekt dat men in een havenstad is. Bezoekers kijken een straat in met op de achtergrond bewegende beelden van een schip dat in het water ligt.
Na het station vaart de boot een donkere ruimte in waar een animatronic van Bartholomeus van Robbemond  de hoofdrolspeler, staat. Op de achtergrond zijn geluidseffecten te horen van slecht weer zoals wind, regen en onweer. Vervolgens glijdt de boot van een glijbaan een grottenstelsel in. Vanuit het grottenstelsel komt de boot terecht in een dorp gebouwd in Oost-Aziatische stijl. Men komt vervolgens tussen allerlei piratenschepen terecht, waarna de boot een fort invaart. In het laatste gedeelte van de darkride varen boten door een oerwoud waar diverse piraten te zien zijn. Uiteindelijk in de slotscènes vaart de boot een tempel in waar de hoofdrolspeler in het verhaal een schat, de magische gouden dolk, vindt. Met diverse lichteffecten verandert de ruimte continue van kleur en worden diverse symbolen en beelden op de muren en objecten in de ruimte beschenen. Vlak voor het station vaart de boot langs een restaurant met podium.

#### Easter eggs
In de darkride zijn een aantal verwijzingen (Easter eggs) geplaatst:
- Een van de animatronics lijkt sprekend op Roland Mack, een van de oprichters van het attractiepark.[7]
- Halverwege de rit varen bezoekers langs een houten roeiboot waarin een aantal animatronics zitten. Deze animatronics hebben de brand van 2018 overleefd. Daarom draagt de roeiboot de naam Boot der Overlevenden.[6]

#### Technisch
Aan de bouw van de attractie hebben diverse fabrikanten meegeholpen. Het transportsysteem, de boten, zijn afkomstig van MACK Rides. Voor de decoratie is het Nederlandse bedrijf Jora Vision verantwoordelijk. De animatronics zijn van verschillende fabrikanten waaronder: Sally Dark Rides, LifeFormations, Hofmann Figuren en Garner Holt Productions. Hierdoor zijn er verschillen te vinden in diverse animatronics zoals uiterlijk en beweging. De duurste animatronic heeft een prijskaartje van €200.000.
De baan heeft een lengte van 500 meter. Om de gehele attractie te vullen met water was 1,8 miljoen liter water nodig.

### 1987 - 2018
De attractie lag in het themagebied Nederland in het attractiepark en was gebaseerd op de tijd van VOC, waarbij men door de oude stad Batavia in Nederlands-Indië vaart. Langs de 7:30 minuten durende route waren daarom ook 120 animatronics te vinden in de vorm van piraten. Het gebouw waar de darkride zich in bevond had een oppervlakte van circa 6000 m2. Het traject was 400 meter lang, had een hoogteverschil van drie meter en er bevonden zich 22 boten in de vaargeul.
De rit duurde circa 7:30 minuten met boten als transportsysteem. In totaal bevonden zich er op de 400 meter lange baan 22 boten. Per boot was er plaats voor zestien personen wat theoretisch gezien kwam te staan op een capaciteit van circa 2000 personen per uur.
Men voer tijdens de rit door verschillende scènes die betrekking hadden op het piratenthema. In het begin van de rit maakte men een afdaling van drie meter. Aan het einde van de rit voer men langs een restaurant. Bezoekers van dit restaurant hadden dus uitzicht op de laatste scène van de darkride.

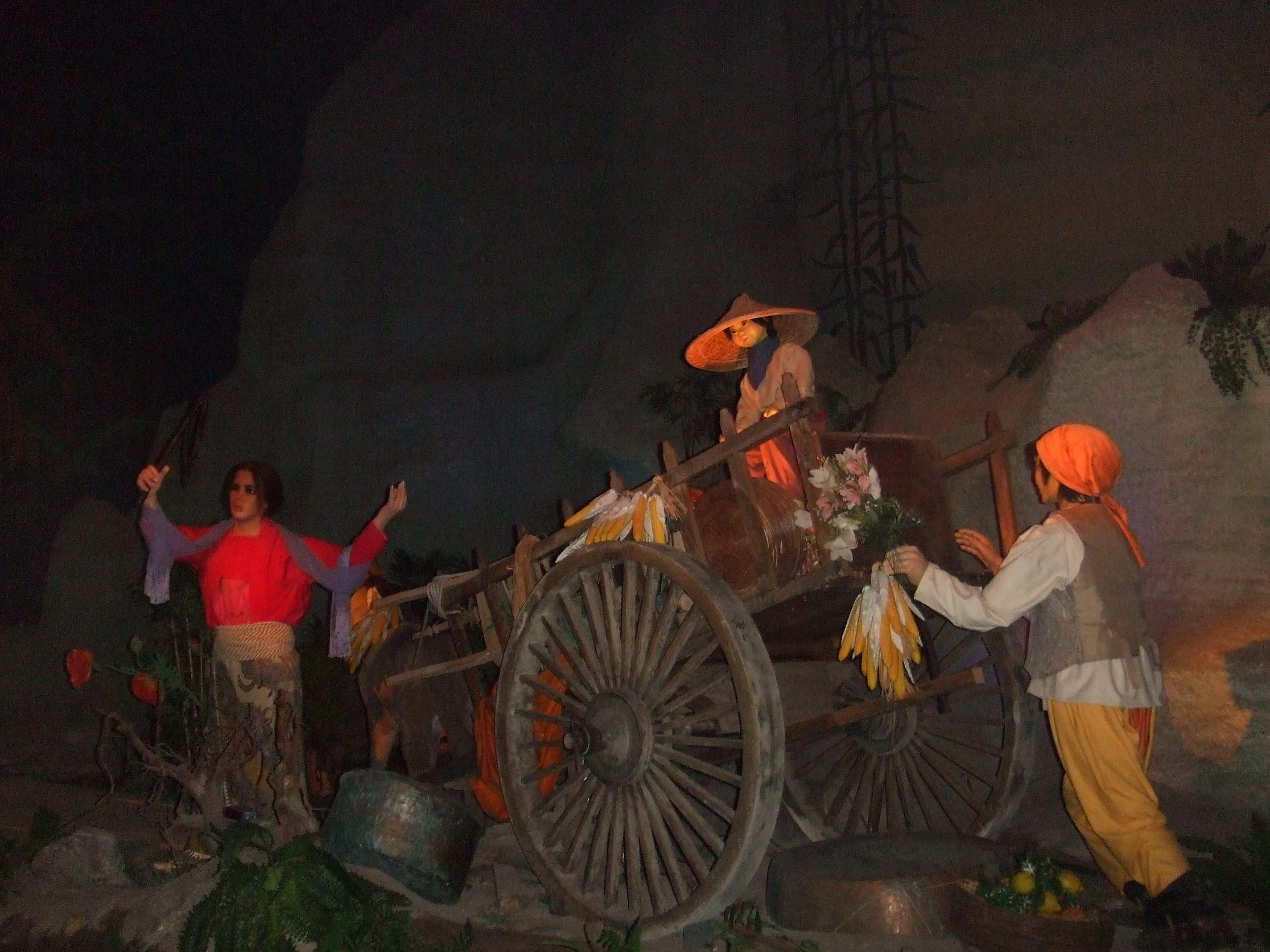
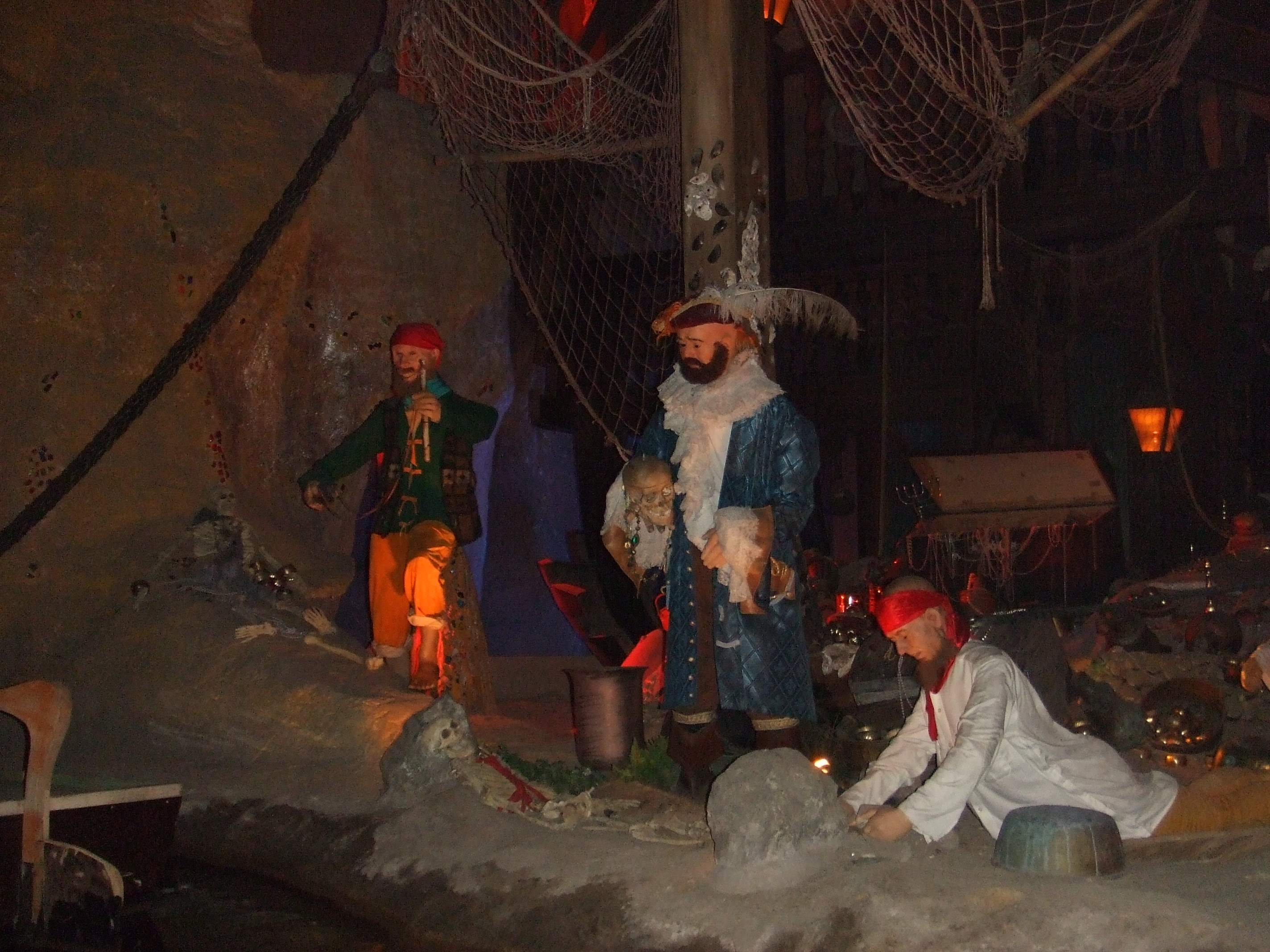
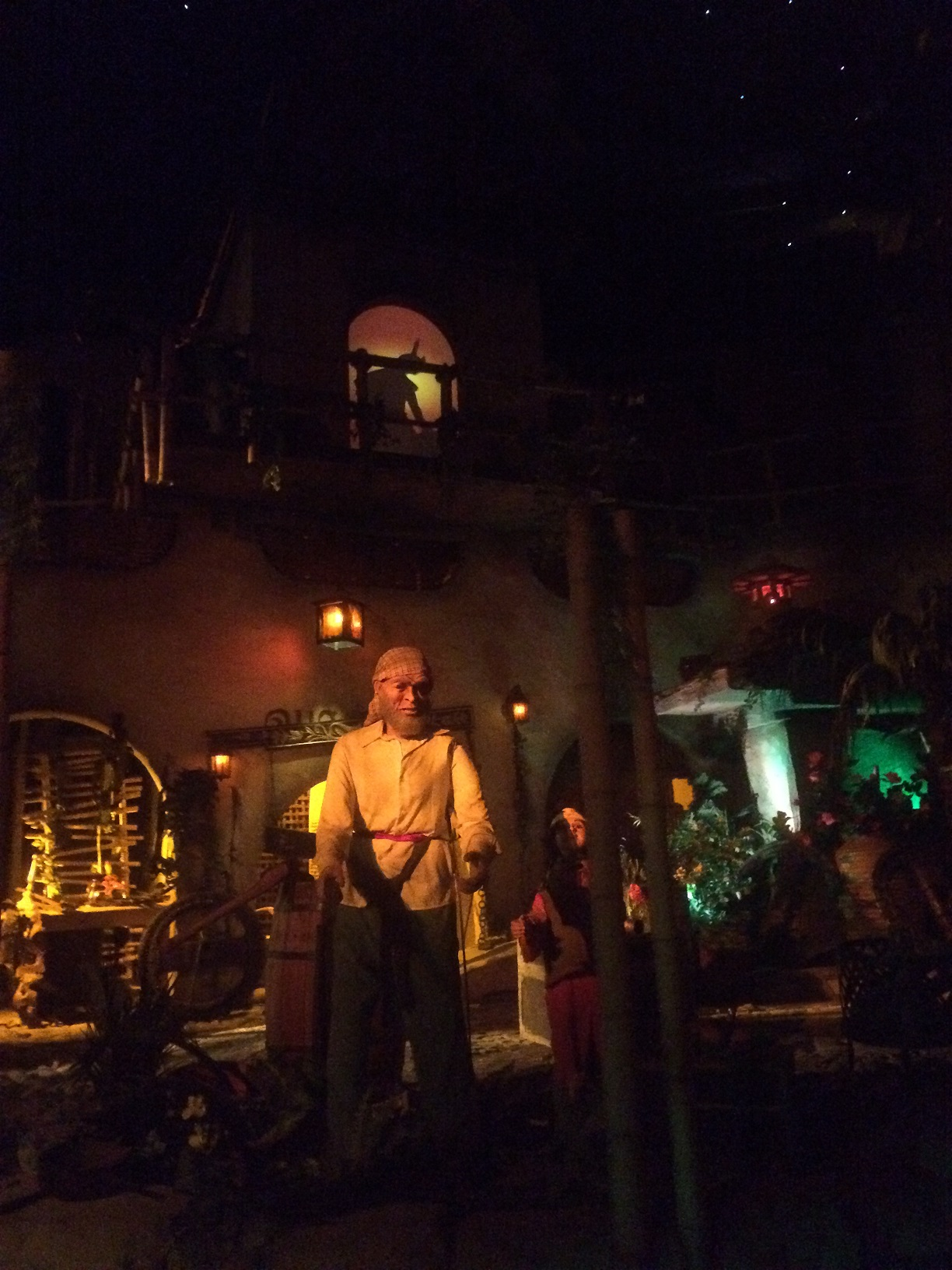
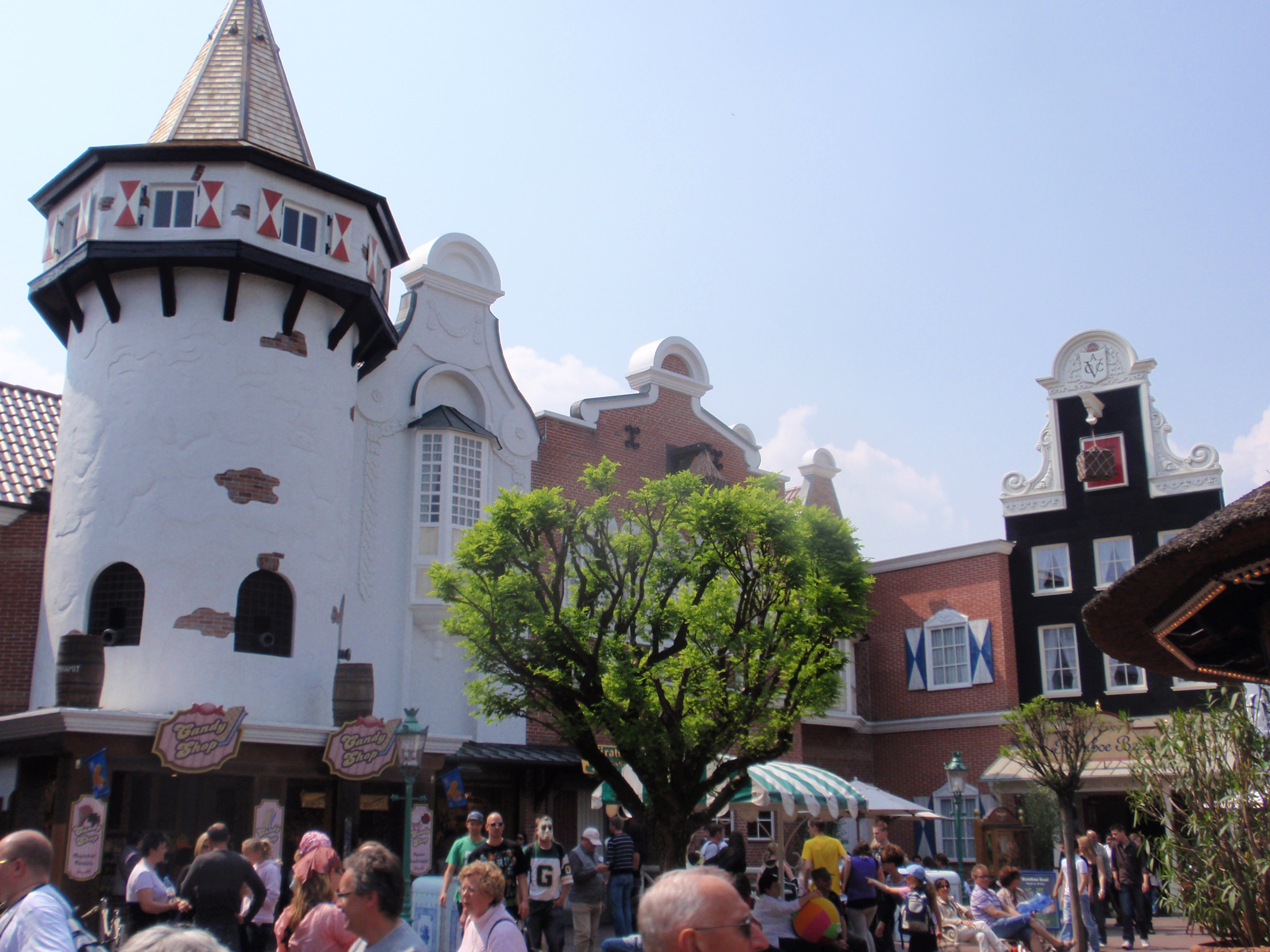
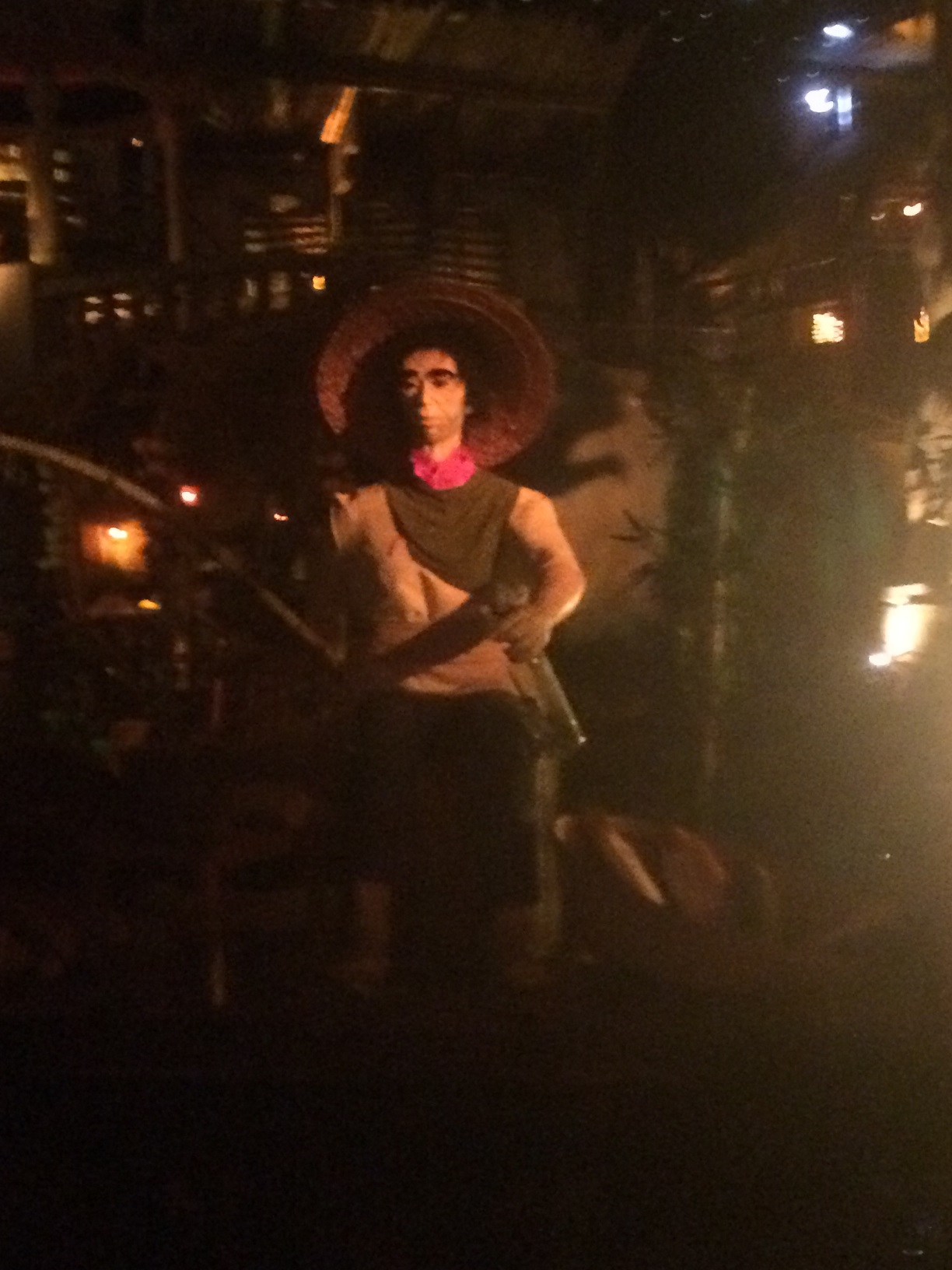